# Andora na Zimowych Igrzyskach Olimpijskich 1994
Andorę na Zimowych Igrzyskach Olimpijskich 1994 reprezentowało sześciu zawodników. Był to szósty start Andory na zimowych igrzyskach olimpijskich.

## Reprezentanci

### Narciarstwo alpejskie

#### Mężczyźni
- supergigamt :

- - Gerard Escoda (43 m.)
  - Victor Gómez (44 m.)
  - Santi López (nie ukończył)
  - Ramon Rossell (46 m.)

- gigant slalom :

- - Gerard Escoda (nie ukończył)
  - Victor Gómez (nie ukończył)

- slalom :

- - Gerard Escoda (nie ukończył)

- kombinacja :

- - Gerard Escoda (nie ukończył)

#### Kobiety
- supergigant :

- - Vicky Grau (36 m.)

- gigant slalom :

- - Caroline Poussier (nie ukończyła)
  - Vicky Grau (nie ukończyła)

- slalom :

- - Caroline Poussier (24 m.)
  - Vicky Grau (nie ukończyła)